# Čepulje
Čepulje este o localitate din comuna Kranj, Slovenia, cu o populație de 33 de locuitori.